# أركيتو
أركيتو هو كائن أسطوري يظهر في أساطير كانتابريا كرجل عجوز مرسوم على جبينه صليب أخضر و7 مفاتيح. إنه يقرض المال لهؤلاء الحمقى الذين يبددون ثرواتهم، ولكن إذا فعلوا ذلك مرة أخرى، فإنه يعاقبهم بإلقاء لعنة الفقر الأبدي.